# Krasnoslobodsk (Mordvinsko)
Krasnoslobodsk (rusky Краснослободск, mokšansky Ош – Oš) je město v Mordvinsku v Ruské federaci. Při sčítání lidu v roce 2010 měl přes deset tisíc obyvatel.

## Poloha
Krasnoslobodsk leží na Mokše, pravém přítoku Oky v povodí Volhy. Od Saransku, hlavního města republiky, je vzdálen 103 kilometrů západně. Neexistuje zde žádné přímé železniční spojení; nejbližší železniční stanicí je Kovylkino asi 50 km daleko a pak Pervomajsk asi 60 km daleko.
Přes Krasnoslobodsk vedou dálnice do Moskvy, Saransku, Kovylkina, Těmnikova a Elniki.

## Etymologie
Od roku 1571 se zmiňuje jako osada v ostrogu, která se jmenovala Krasnaja Sloboda, protože byla "vesnicí osvobozenou od cel a daní" a slovo krasnaja (červená) označovalo krásnou oblast, kde se osada nacházela. V roce 1780 byl název změněn na Krasnoslobodsk.

## Dějiny
Krasnoslobodsk vznikl v roce 1571 jako Krasnaja Sloboda. Městem se stal pod jménem Krasnoslobodsk  v roce 1780.